# 北日野村
北日野村（きたひのむら）は福井県今立郡にあった村。現在の越前市中心部の南東、日野川右岸にあたる。

## 地理
- 山岳 ： 村国山、日野山
- 河川 ： 日野川

## 歴史
- 1889年（明治22年）4月1日 - 町村制の施行により、今立郡帆山村、矢船村、畑村、矢放村、小野谷村、西谷村、荒谷村、平林村、庄田村、大手村、西尾村、岩内村、大屋村、葛岡村、南条郡向新保村の区域をもって、今立郡北日野村が発足する。
- 1954年（昭和29年）7月5日 - 武生市に編入する。

## 交通

### 道路
現在は旧村域を北陸自動車道が通過するが、当時は未開通。